# Refugio Gracidas
Coronel Refugio Gracidas fue un militar mexicano que participó en la Revolución mexicana. Nació en la Comarca Lagunera. En 1910 se incorporó al movimiento maderista. En 1911 encabezó la matanza de chinos en Torreón, Coahuila. Militó en las filas del general orozquista "Cheche" Campos, con quién operó en los estados de Coahuila y Durango. En 1913 se le presentó al general Francisco Villa en la hacienda "La Goma" y se incorporó en sus filas, llegando a formar parte de su escolta de "Dorados". Participó activamente en la primera toma de Torreón y acompañó al general Villa en todas sus campañas militares. Murió en una juerga con sus compañeros de batalla. 